# ローマを舞台とした作品一覧
ローマを舞台とした作品一覧（ローマをぶたいとしたさくひんいちらん）では、イタリア・ローマ内をモチーフあるいはロケーション地にした小説、映画、音楽等の一覧である。

## 映画
- 愛と怒り（1968年）
- 愛の泉（1954年）[1]
- 赤と黒の十字架（1983年）
- 悪の寓話（2020年）
- 悪霊喰（2003年）[2]
- 明日になれば他人（1962年）[3]
- アッカトーネ（1961年）[4]
- 甘い生活（1960年）[5]
- アマルフィ 女神の報酬（2009年）[6]
- アメリカン・アサシン（2017年）
- ある日、ローマの別れ（2021年）
- アルプスの若大将（1966年）[7]
- 暗黒街（2015年）
- 暗殺の森（1970年）[8]
- アントニーとクレオパトラ（1972年）
- 生きる歓び（1961年）[9]
- イコライザー THE FINAL（2023年）
- いつだってやめられる 10人の怒れる教授たち（2017年）
- いつだってやめられる 闘う名誉教授たち（2017年）
- いつだってやめられる 7人の危ない教授たち（2014年）
- いつもの見知らぬ男たち（1958年）
- イノセント（1976年）[10]
- 妹の誘惑（2011年）[11]
- イヤー・オブ・ザ・ガン（1991年）
- インテルビスタ（1987年）
- インフェルノ（1980年）
- インプリズン -修道女の悪夢-（2007年）
- ヴィーナスのサイン（1955年）
- 宇宙人王さんとの遭遇（2011年）[12]
- ウンベルト・D（1952年）[13]
- 英雄の証明（2011年）
- エイリアンVSエクソシスト（2011年）
- エーゲ海に捧ぐ（1979年）
- 大きな鳥と小さな鳥（1966年）
- オーメン（1976年）
- オーメン（2006年）
- オーメン:ザ・ファースト（2024年）[14]
- おとなの事情（2016年）
- オンリー・ユー（1994年）
- 帰ってきたムッソリーニ（2018年）
- 輝ける青春（2003年）
- 家族の肖像（1974年）[15]
- かぼちゃ大王（1993年）[16]
- 危険なめぐり逢い（1975年）[17]
- ギジェット・ゴーズ・トゥ・ローマ（1963年）
- 昨日・今日・明日（1963年）[18]
- 逆襲!大平原（1961年）[19]
- 靴みがき（1946年）[20]
- グラディエーター（2000年）
- グレート・ビューティー/追憶のローマ（2013年）
- クレオパトラ（1934年）
- クレオパトラ（1963年）
- クレオパトラ（1970年）
- クローゼットに閉じこめられた僕の奇想天外な旅（2018年）
- 刑事（1959年）[21]
- ゲティ家の身代金（2017年）
- 幸運の女神（2019年）
- CODE:0000 コード:ゼロ（1999年）
- コードネーム U.N.C.L.E.（2015年）
- コードネーム:ストラットン（2017年）
- こどもたち（2020年）
- これが私の人生設計（2014年）[22]
- サード・パーソン（2013年）
- サイン・ジーン/初代ろう者スーパーヒーロー（2017年）
- サスペリア・テルザ 最後の魔女（2007年）[23]
- サスペリアPART2（1975年）[24]
- ザ・プレイス 運命の交差点（2017年）
- ザ・ライト -エクソシストの真実-（2011年）
- 幸せな感じ（2018年）
- シチリアーノ 裏切りの美学（2019年）
- 自転車泥棒（1948年）[25]
- シャドー（1982年）[26]
- シャンドライの恋（1998年）[27]
- ジャンパー（2008年）
- 終着駅（1953年）[28]
- 女性上位時代（1967年）
- ジョルダーニ家の人々（2010年）
- ジョン・ウィック:チャプター2（2017年）
- 知りすぎた少女（1963年）
- ジンジャーとフレッド（1986年）[29]
- 人生は、奇跡の詩（2005年）
- 侵略者（1954年）[30]
- SPY/スパイ（2015年）
- 戦火のかなた（1946年）[31]
- ダークグラス（2022年）
- 太陽がいっぱい（1960年）
- 太陽はひとりぼっち（1962年）[32]
- 007 スペクター（2015年）
- ダブルチーム（1997年）[33]
- 食べて、祈って、恋をして（2017年）
- 魂のジュリエッタ（1965年）[34]
- 地球へ2千万マイル（1957年）
- 椿なきシニョーラ（1953年）[35]
- Dear Galileo（2009年）
- デス・サイト（2004年）
- 鉄道員（1956年）
- デビルズ・レイプ（2011年）
- デボラの甘い肉体（1968年）
- デモンズ（1985年）
- テルマエ・ロマエ（2012年）
- 天使と悪魔（2009年）
- 特別な一日（1977年）[36]
- ドマーニ！ 愛のことづて（2023年）[37]
- ドラゴンへの道（1972年）[38]
- ナイト・オン・ザ・プラネット（1991年）
- 肉の鑞人形（1997年）
- ニュー・シネマ・パラダイス（1988年）
- ノスタルジア（1983年）[39]
- バーニーズ・バージョン ローマと共に（2010年）
- 二十歳の恋（1962年）[40]
- バラバ（1961年）
- 昼下がり、ローマの恋（2011年）[41]
- ピンクの豹（1963年）
- ピンクパンサー2（2009年）
- フェラーリの鷹（1977年）
- フェリーニのローマ（1972年）[42]
- ふたりの女（1960年）[43]
- フリークスアウト（2021年）
- ブルーノのしあわせガイド（2011年）[44]
- ベリッシマ（1951年）[45]
- 映画 ホタルノヒカリ（2012年）
- マダガスカル3（2012年）
- 窓からローマが見える（1982年）
- マホガニー物語（1975年）[46]
- マンマ・ローマ（1962年）[47]
- ミッション:インポッシブル3（2006年）
- ミッション:インポッシブル/デッドレコニング PART ONE（2023年）
- 皆はこう呼んだ、鋼鉄ジーグ（2015年）
- みんな私に恋をする（2010年）[48]
- ミュンヘン（2005年）
- 無邪気な妖精たち（2001年）
- 無防備都市（1945年）[49]
- メギド（2001年）
- もしも叶うなら（2019年）
- モデル連続殺人!（1964年）
- 屋根（1956年）[50]
- ユーロトリップ（2006年）
- 夜の刑事（1969年）
- 歓びの毒牙（1970年）
- ラスト・ターゲット（2010年）
- ラスト・ドア（2018年）
- ラブ in ローマ（2002年）
- ラブ、ウェディング、リピート（2020年）
- 略奪者たち（2020年）
- ルナ（1979年）[51]
- レッド・ノーティス（2021年）
- ローマでアモーレ（2012年）[52]
- ローマ・オリンピック1960（1961年）[53]
- ローマ環状線、めぐりゆく人生たち（2013年）[54]
- ローマに咲いた恋（1963年、松竹）[55]
- ローマに散る（1976年）[56]
- ローマの哀愁（1961年）[57]
- ローマの女（1955年）[58]
- ローマの休日（1953年）[59]
- ワイルド・スピード/ファイヤーブースト（2023年）
- 私が神（2018年）
- 私をくいとめて（2020年）[60]
- わらの男（1958年）[61]

## 音楽
- ローマ三部作（オットリーノ・レスピーギ）
  - ローマの噴水（ローマの泉）
  - ローマの松
  - ローマの祭

## テレビドラマ
- ROME［ローマ］

## 漫画
- GUNSLINGER GIRL（相田裕）
- テルマエ・ロマエ（ヤマザキマリ）

## アニメ
- GUNSLINGER GIRL
- ルパン三世　お宝返却大作戦!!

## ゲーム
- アサシン クリードシリーズ
  - アサシン クリード II
  - アサシン クリード ブラザーフッド
- グランツーリスモシリーズ
  - グランツーリスモ2
  - グランツーリスモ3 A-spec
  - グランツーリスモ5
  - グランツーリスモ6

## 小説
- アマルフィ（真保裕一）
- 快楽（ガブリエーレ・ダンヌンツィオ）[62]
- カロンテ（吉本ばなな）[63]
- 霧の会議（松本清張）
- デイジー・ミラー（ヘンリー・ジェイムズ）[64]
- 天使と悪魔（ダン・ブラウン）
- 窓からローマが見える（池田満寿夫）[65]
- ローマの女（アルベルト・モラヴィア）
- 私をくいとめて（綿矢りさ）[60]